# Liste der Gedenktafeln in Berlin-Tegel
Die Liste der Gedenktafeln in Berlin-Tegel enthält die Namen, Standorte und, soweit bekannt, das Datum der Enthüllung von Gedenktafeln.
Die Liste ist nicht vollständig.

## Tegel
| Bild | Name                                   | Standort                    | Datum der Enthüllung |
| ---- | -------------------------------------- | --------------------------- | -------------------- |
|      | Berliner Flughafen-Gesellschaft        | Flughafen Berlin-Tegel      |                      |
|      | Heinrich Blume                         | Im Saatwinkel 55            |                      |
|      | Ludwig Brunow                          | Brunowplatz                 |                      |
|      | Burgsdorff-Lärche                      | Mühlenweg                   |                      |
|      | Friedrich August Ludwig von Burgsdorff | Schwarzer Weg               |                      |
|      | Hans Coppi                             | Insel Scharfenberg          |                      |
|      | Hans und Hilde Coppi                   | Seidelstraße 20             |                      |
|      | Dicke Marie                            | Schwarzer Weg 15            |                      |
|      | Englische Kanonen                      | Greenwichpromenade          |                      |
|      | Flugzeugabsturz                        | Jungfernheide               |                      |
|      | Förster vom Tegelsee                   | Försterweg                  |                      |
|      | Freie Scholle                          | Schollenhof 7               |                      |
|      | Freiwillige Polizei-Reserve            | Waidmannsluster Damm 1      |                      |
|      | Greenwichpromenade                     | Alt-Tegel 40                |                      |
|      | Hennigsdorfer Stahlarbeiter            | Berliner Straße 71          |                      |
|      | Hilfswerk Berlin                       | Adelheidallee 5             |                      |
|      | Ottomar Holdefleiss                    | Adelheidallee 5             |                      |
|      | Alexander von Humboldt                 | Karolinenstraße 19          |                      |
|      | Brüder Humboldt                        | Karolinenstraße 19          |                      |
|      | Max Jähnert                            | Medebacher Weg 15           |                      |
|      | Kriegsopfer                            | Medebacher Weg 15           |                      |
|      | Gottlob Johann Christian Kunth         | Adelheidallee 19–20         |                      |
|      | Bernhard Lichtenberg                   | Bernhard-Lichtenberg-Platz  |                      |
|      | Gustav Lilienthal                      | Schollenhof 4               |                      |
|      | Marie-Schlei-Platz                     | Marie-Schlei-Platz          |                      |
|      | Meilenstein Tegel                      | Adelheidallee 19–20         |                      |
|      | Charles Willard Moore                  | Am Tegeler Hafen 30         |                      |
|      | Franz Neumann                          | Moorweg 10                  |                      |
|      | Carl von Ossietzky                     | Seidelstraße 39             |                      |
|      | Pan American                           | Zufahrt zum Flughafen Tegel |                      |
|      | Harald Poelchau                        | Seidelstraße 39             |                      |
|      | Marie Schlei                           | Allmendeweg 112             |                      |
|      | Marie Schlei                           | Marie-Schlei-Platz          |                      |
|      | Summer of Peace                        | Neheimer Straße 2           |                      |
|      | Tegel                                  | Alt-Tegel 40                |                      |
|      | Widerstandsgruppe Mannhart             | Berliner Straße 26          |                      |
|      | Widerstandsgruppe Mannhart             | Berliner Straße 26          |                      |
|      | Widerstandsgruppe Mannhart             | Berliner Straße 26          |                      |
|      | Widerstandsgruppe Mannhart             | Berliner Straße 26          |                      |
|      | August Wietholz                        | Alt-Tegel ggü. 30           |                      |
|      | Zwangsarbeiterlager                    | Billerbecker Weg 123a       |                      |
|      | Zwangsarbeiterlager                    | Billerbecker Weg 123a       |                      |
|      | Zwangsarbeiterlager                    | Billerbecker Weg 123a       |                      |
|      | Zwangsarbeiterlager                    | Billerbecker Weg 123a       |                      |
|      | Zwangsarbeiterlager                    | Billerbecker Weg 123a       |                      |
|      | Zwangsarbeiterlager                    | Werdohler Weg 75            |                      |